# ニック・バス
ニコラス・グレゴリー・バス（Nicholas Gregory "Chili" Buss, 1986年12月15日 - ）は、アメリカ合衆国・ミシガン州オークランド郡サウスフィールド出身の元プロ野球選手（外野手）。右投左打。

## 経歴

### プロ入り前
2006年のMLBドラフト35巡目（全体1043位）でロサンゼルス・ドジャースから指名されたが、この時は入団しなかった。

### プロ入りとドジャース時代
2008年のMLBドラフト8巡目（全体247位）で再びドジャースから指名され、6月12日に契約。この年は傘下のパイオニアリーグのルーキー級オグデン・ラプターズでプロデビューし、36試合に出場して打率.279・4本塁打・19打点・2盗塁の成績を残した。
2009年はA級グレートレイクス・ルーンズでプレーし、110試合に出場して打率.260・10本塁打・63打点・14盗塁の成績を残した。
2010年は開幕をA+級インランド・エンパイア・シックスティシクサーズで迎え、65試合に出場した。6月にA級グレートレイクスへ降格となり、ここでは61試合に出場して打率.285・1本塁打・23打点・20盗塁の成績を残した。
2011年はA+級ランチョクカモンガ・クエークスでプレーし、115試合に出場して打率.328・14本塁打・55打点・28盗塁の成績を残した。
2012年はAA級チャタヌーガ・ルックアウツでプレーし、132試合に出場して打率.272・8本塁打・57打点・19盗塁の成績を残した。
2013年はAAA級アルバカーキ・アイソトープスでプレー。同年のパシフィックコーストリーグのオールスターゲームに選出された。131試合に出場して打率.303・17本塁打・100打点・21盗塁と好成績を残した。9月14日にメジャー初昇格を果たし、同日のサンフランシスコ・ジャイアンツ戦でメジャーデビュー。代打として出場し、3打数1安打だった。この年は8試合に出場した。
2014年3月5日にAAA級アルバカーキへ降格し、そのまま開幕を迎えた。5月1日にDFAとなった。

### アスレチックス傘下時代
2014年5月4日にウェイバー公示を経てオークランド・アスレチックスへ移籍。同日に傘下のAAA級サクラメント・リバーキャッツへ異動した。メジャー昇格のないまま、7月7日に40人枠を外れる形でAAA級サクラメントへ配属された。オフにFAとなった。

### ダイヤモンドバックス傘下時代
2014年11月20日にアリゾナ・ダイヤモンドバックスとマイナー契約を結んだ。
2015年は一年間傘下のAAA級リノ・エーシズでプレーし、110試合に出場して打率.260・10本塁打・63打点・14盗塁の成績を残した。オフの11月6日にFAとなった。

### エンゼルス時代
2015年12月3日にロサンゼルス・エンゼルスとマイナー契約を結んだ。
2016年は傘下のAAA級ソルトレイク・ビーズで開幕を迎え、8月13日にメジャー契約を結んで25人枠入りした。10月10日に40人枠から外れる形でAAA級ソルトレイクへ降格した後、13日にFAとなった。

### パドレス傘下時代
2017年1月16日にサンディエゴ・パドレスとマイナー契約を結んだ。AAA級エルパソ・チワワズで114試合に出場し、リーグ7位の打率.348、11本塁打、55打点をの成績を残したが、メジャー昇格の機会はなく、11月6日にFAとなった。

### ツインズ傘下時代
2018年1月3日にミネソタ・ツインズとマイナー契約を結び、スプリングトレーニングに招待選手として参加することになった。6月21日にFAとなった。
この年限りで現役を引退した。

## 詳細情報

### 年度別打撃成績
| 年 度    | 球 団    | 試 合 | 打 席 | 打 数 | 得 点 | 安 打 | 二 塁 打 | 三 塁 打 | 本 塁 打 | 塁 打 | 打 点 | 盗 塁 | 盗 塁 死 | 犠 打 | 犠 飛 | 四 球 | 敬 遠 | 死 球 | 三 振 | 併 殺 打 | 打 率 | 出 塁 率 | 長 打 率 | O P S |
| -------- | -------- | ----- | ----- | ----- | ----- | ----- | -------- | -------- | -------- | ----- | ----- | ----- | -------- | ----- | ----- | ----- | ----- | ----- | ----- | -------- | ----- | -------- | -------- | ----- |
| 2013     | LAD      | 8     | 20    | 19    | 0     | 2     | 0        | 0        | 0        | 2     | 0     | 0     | 0        | 0     | 0     | 1     | 0     | 0     | 1     | 0        | .105  | .150     | .105     | .255  |
| 2016     | LAA      | 36    | 90    | 81    | 7     | 16    | 7        | 1        | 1        | 28    | 8     | 2     | 1        | 1     | 2     | 6     | 0     | 0     | 24    | 4        | .198  | .247     | .346     | .593  |
| MLB：2年 | MLB：2年 | 44    | 110   | 100   | 7     | 18    | 7        | 1        | 1        | 30    | 8     | 2     | 1        | 1     | 2     | 7     | 0     | 0     | 25    | 4        | .180  | .229     | .300     | .529  |

### 背番号
- 48（2013年）
- 3（2016年）